# Filotas Kazazis
Filotas Kazazis, gr. Φιλώτας Καζάζης (ur. 31 grudnia 1917 lub 1 stycznia 1918 w Salonikach, zm. w sierpniu 2011 w Grecji) – grecki polityk, ekonomista i działacz gospodarczy, od 1981 do 1984 poseł do Parlamentu Europejskiego I kadencji.

## Życiorys
Absolwent ekonomii na Uniwersytecie Ekonomii i Biznesu w Atenach. Zajął się prowadzeniem razem z bratem fabryki tworzącej m.in. produkty plastikowe. W latach 1974–1982 pozostawał wiceprezesem izby handlowej w Salonikach. Od 1977 do 1981 kierował stowarzyszeniem przemysłowym północnej Grecji, jednocześnie był wiceprezesem tej organizacji na poziomie krajowym. Od 1972 do 1983 pełnił funkcję konsula honorowego Finlandii w Salonikach. Zasiadał też w Europejskim Komitecie Ekonomiczno-Społecznym.
W 1981 wybrany posłem do Parlamentu Europejskiego z listy Nowej Demokracji. Przystąpił do Europejskiej Partii Ludowej, należał m.in. do Komisji ds. Polityki Regionalnej i Planowania Regionalnego oraz Komisji Budżetowej.